# Sigan-italja
Sigan-italja (시간이탈자?), noto anche con il titolo internazionale Time Renegades, è un film scritto da Go Jung-woon e diretto da Kwak Jae-yong.

## Trama
Baek Ji-hwan e Kim Gun-woo vivono rispettivamente nel 1983 e nel 2015, tuttavia si ritrovano uniti da uno strano legame, che permette loro di rimanere in contatto malgrado gli anni di distanza. Quando Gun-woo, investigatore della polizia, scopre che la donna di cui Ji-hwan è innamorato è stata violentemente uccisa, decide di intervenire per cambiare il destino di entrambi.

## Distribuzione
In Corea del Sud la pellicola ha goduto di una distribuzione nazionale a cura della CJ Entertainment, a partire dal 13 aprile 2016.